# Sida (cidade)

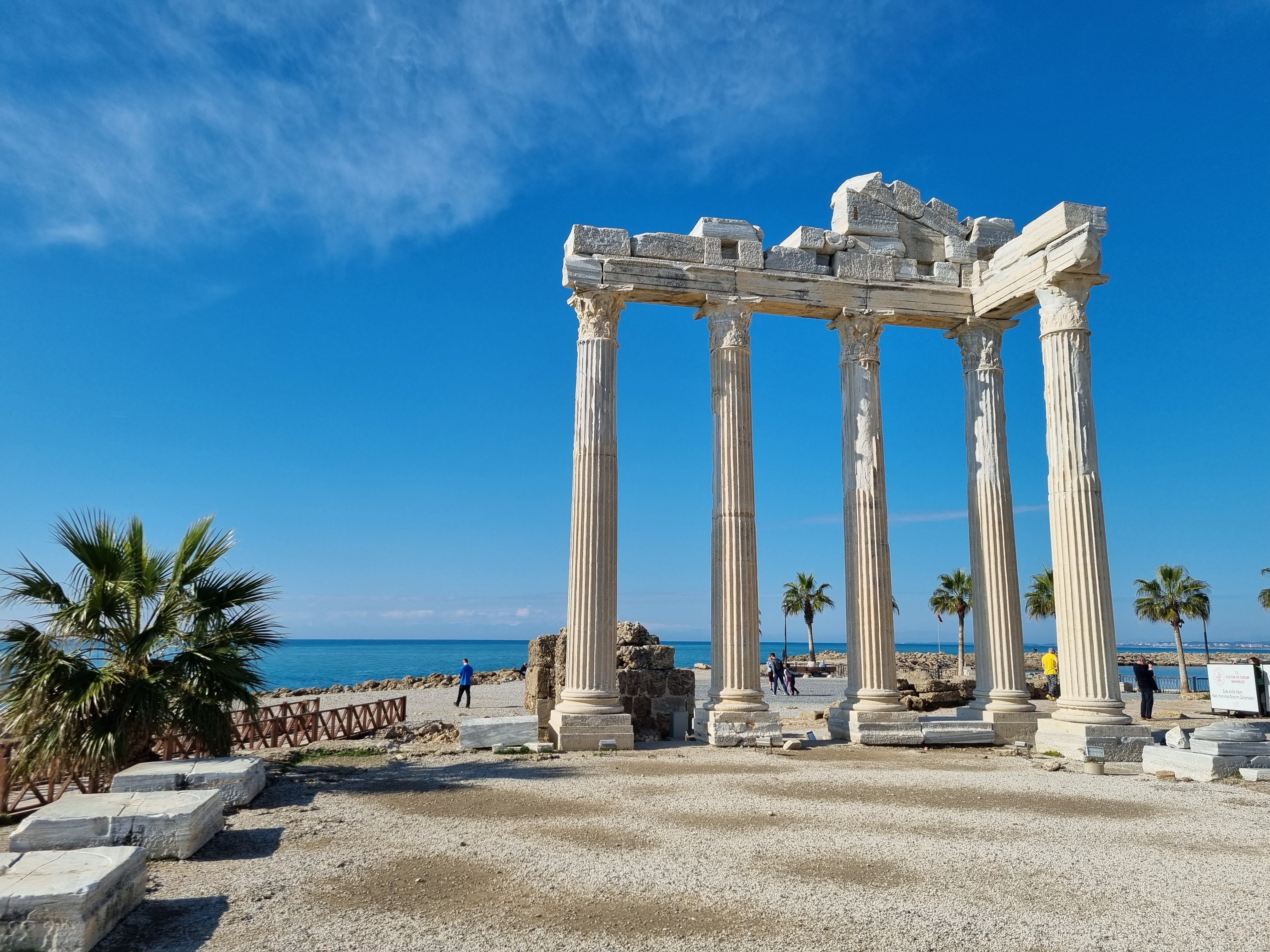
Ruínas do Templo de Apolo, perto de Side.

Sida (também conhecida como Side, o nome da cidade da atualidade) é uma cidade portuária da Antiguidade localizada na atual Turquia, um dos sítios clássicos mais conhecidos do país. Situa-se próximo à cidade de Manavgat, a 75 quilômetros de Antália, na província de mesmo nome, na parte oriental da costa da Panfília, a 20 quilômetros a leste da foz do rio Eurimedonte.

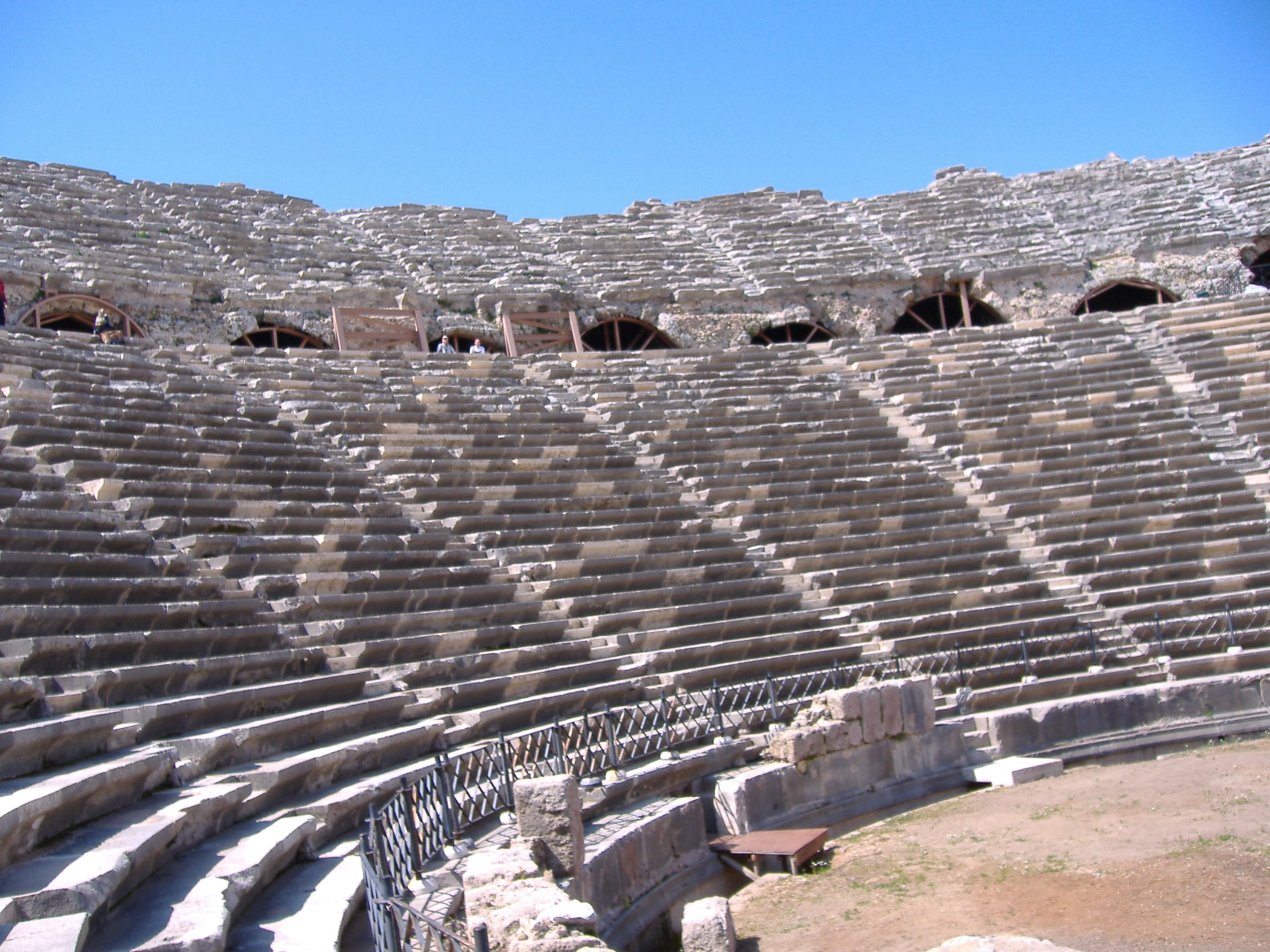
Teatro de Sida.

Colonos de Cime (Cuma) na Eólia, uma antiga região do noroeste da Ásia Menor, fundaram a cidade no século VII a.C.. Com um pequeno porto natural, indicado para embarcações de pequenas dimensões, a geografia da cidade a transformou na cidade mais importante da Panfília, região meridional da Ásia Menor, entre a Lícia e a Cilícia, que se estende do Mediterrâneo até os montes Tauro. A cidade está sobre uma pequena península, orientada no sentido norte-sul, com cerca de um quilômetro de comprimento e 400 metros de largura.

## História
Tanto Estrabão quanto Arriano registraram que a cidade foi colonizada por habitantes de Cime, cidade da Eólia; esta colonização teria ocorrido no século VII a.C.. De acordo com Arriano, estes colonos não compreendiam a língua local, falada na região; após um curto período, a influência deste idioma indígena teria sido tão grande que os recém-chegados acabaram por esquecer-se da sua variante do grego e passaram a usar o idioma de Sida. As escavações revelaram diversas inscrições neste idioma, datadas dos séculos III e II a.C., que ainda permanecem por decifrar, porém testemunham o fato de que a língua ainda era usado por diversos séculos depois da colonização. Outro objeto importante descoberto nas escavações de Sida foi uma base de coluna feita em basalto do século VII a.C., atribuída aos neo-hititas, e que também dá mais evidências sobre a história primitiva do local. A palavra Side teria origem anatólica, e significa "romã".
Não existem informações sobre a cidade durante o domínio lídio e persa; ainda assim, o fato de que a cidade cunhou suas próprias moedas em 547 a.C., durante a dominação dos persas, mostra que ainda a cidade ainda dispunha de um grande nível de autonomia.

### Alexandre, o Grande
Alexandre, o Grande passou por Sida e a ocupou, sem qualquer esforço, em 333 a.C., deixando apenas um único destacamento para ocupar a cidade. Esta ocupação, por sua vez, introduziu às pessoas de Sida a cultura helenística da civilização grega, que floresceu do século IV ao século I a.C.. Com a morte de Alexandre, Sida passou para o controle de um dos seus generais, Ptolomeu I Sóter, que se declarou rei do Egito em 305 a.C.. A dinastia ptolemaica controlou a cidade até que ela foi capturada pelo Império Selêucida, também originário de um dos generais do grande Alexandre, no século seguinte. Apesar destas ocupações, nos próximos anos Sida conseguiu manter alguma autonomia e prosperar, tornando-se um importante centro cultural.
Em 190 a.C. uma frota vinda da cidade-Estado grega de Rodes, apoiada por Roma e Pérgamo, derrotou a esquadra do rei selêucida Antíoco, o Grande, que estava sob o comando do general fugitivo cartaginês Aníbal. A derrota de Aníbal e de Antíoco libertou Sida do jugo do Império Selêucida, e a vexaminosa derrota provocou o Tratado de Apameia (188 a.C.) forçou Antíoco a abandonar todos os seus territórios na Europa e ceder a Ásia Menor ao norte das montanhas Tauro para Pérgamo. Estes domínios pergamenos, no entanto, chegavam na prática apenas até Perga, deixando toda a Panfília oriental praticamente em liberdade. Isto fez com que Átalo II Filadelfo construísse um novo porto na cidade de Ataleia (atual Antália), mesmo com Sida possuindo já um porto importante. Entre 188 e 36 a.C. Sida cunhou seu próprio dinheiro, tetradracmas que mostravam a deusa da vitória, Nice, e uma coroa de louros (símbolo da vitória).
O rei selêucida Antíoco VII (c.159-129 a.C.) foi cognominado Sideta por ter sido criado na cidade.
Durante o século I a.C. Sida tornou-se base de operações navais de piratas cilícios, e tornou-se um grande centro de comércio de escravos.

### Romanos

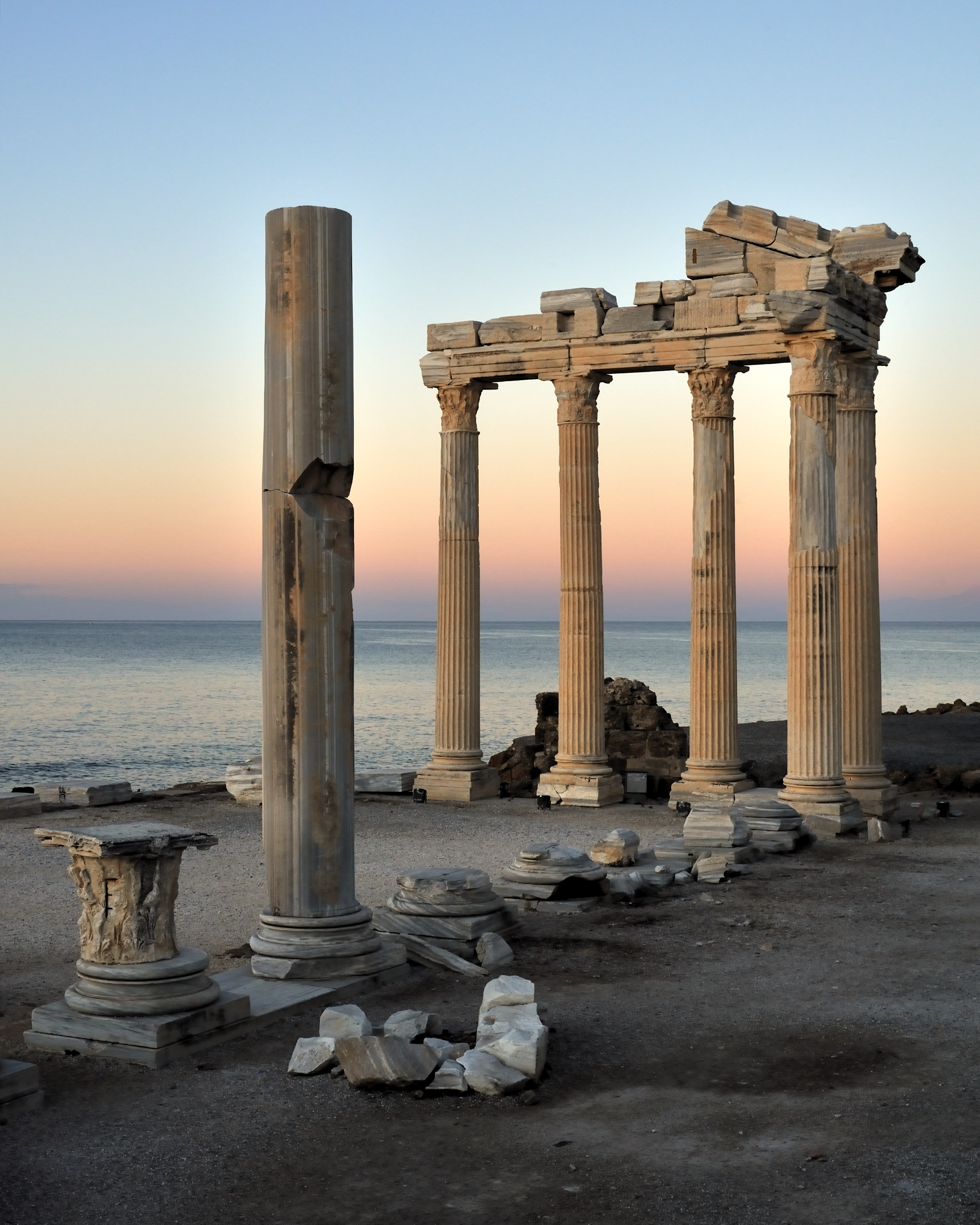
Templo de Apolo.

O cônsul romano Servílio Vácia derrotou estes piratas em 78 a.C. e, posteriormente, o general Pompeu, em 67 a.C., trouxe Sida para o controle de Roma. Esta relação se provaria duradoura, sendo mantida até os tempos do Império Romano.
O imperador Augusto reformou a administração estatal e colocou Panfília e sua principal cidade, Sida, na província romana da Galácia, em 25 a.C., após um curto reinado do rei Amintas da Galácia, entre 36 e 25 a.C. Sida começou outro período de prosperidade como centro comercial da Ásia Menor, exportando azeite, em que sua população aumentou para 60 000 habitantes; esta era próspera durou até ao século III d.C.  Mercadores ricos financiaram tributos para a cidade, como obras públicas, monumentos, competições e jogos gladiatórios. A significância deste período para Sida está evidente por suas ruínas, hoje em dia, que datam em sua grande parte deste período.
Em 383 d.C. foi realizado um sínodo em Sida, que declarou a seita dos euquitas (ou messalianos) como herética; a ata deste sínodo foi citada por Fócio.

## Declínio
Sida começou a experimentar um declínio regular, a partir do século IV. Até mesmo muralhas defensivas não conseguiram impedir ondas sucessivas de invasores, especialmente de habitantes das montanhas vizinhas. Durante os séculos século V e século VI, Sida passou por um renascimento, tornando-se a sede do bispado da Panfília Oriental.
Esquadras árabes, no entanto, saquearam e incendiaram a cidade durante o século VII, o que contribuiu para o seu declínio a partir de então. Uma combinação de terremotos, zelotas cristãos e mais saques árabes deixou o local completamente abandonado já no século X. Seus cidadãos haviam migrado para a vizinha Antália.
No século XII Sida estabeleceu-se temporariamente mais uma vez como uma grande cidade. Uma inscrição descoberta no sítio arqueológico da cidade mostra que uma considerável população judaica existia no início do período bizantino; a cidade, no entanto, foi novamente abandonada, e ficou conhecida como Eski Adalia, ou Antália Antiga, entrando em ruínas.

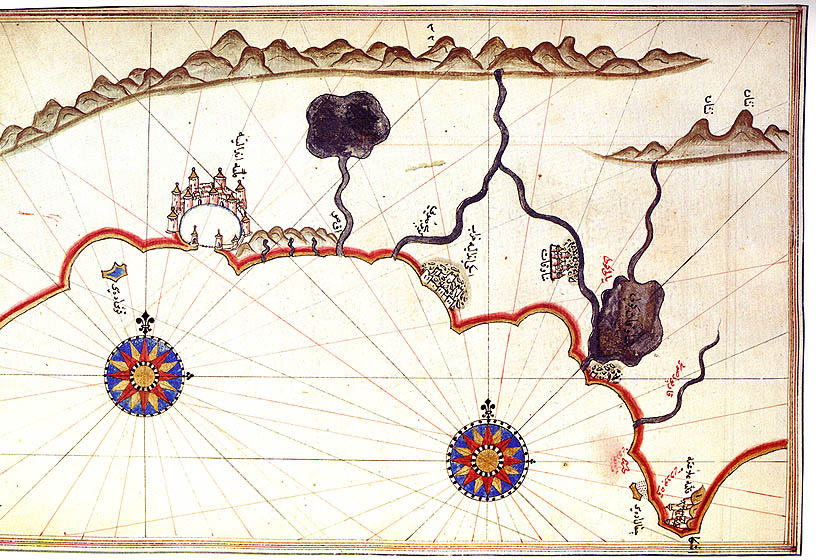
Mapa do cartógrafo turco Piri Reis, extraído do Kitab-i Bahriye.

## Ruínas

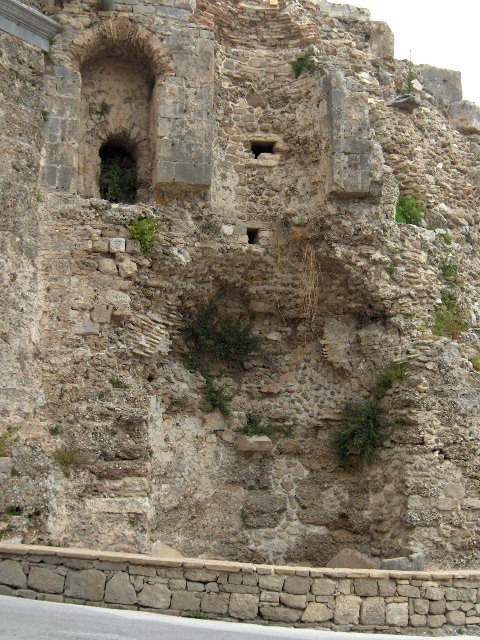
Megale Pyle (o "Grande Portão" helenístico), que data do século II a.C..

As grandes ruínas da cidade estão entre as mais destacadas de toda a Ásia Menor; cobrem todo um grande promontório, separado por uma muralha e um fosso do continente. Durante o período medieval estas muralhas e fossos foram restaurados, e o promontório recebeu diversas novas estruturas.
Existem ruínas colossais de um complexo teatral, o maior da Panfília, construído como um anfiteatro romano, e baseado em arcos para suportar os imensos blocos verticais. O estilo romano foi adotado porque Sida não dispunha de uma encosta de montanha conveniente que pudesse ser esvaziada, da maneira tradicionalmente feita pelos gregos na região. O teatro está em pior estado de conservação que o de Aspendo, porém é quase tão grande, com capacidade para 15 000 a 20 000 espectadores. Com a ação do tempo e dos terremotos, a parede do cenário (scaena) acabou por ruir sobre o palco, e o proscenium tornou-se uma cascata de blocos soltos. O sítio foi convertido num santuário ao ar livre, com duas capelas construídas no período bizantino (século V-VI d.C.).
As muralhas da cidade, em bom estado de conservação, fornecem uma entrada ao sítio através da principal porta helenística (a Megale Pyle) da cidade antiga - embora o próprio portão, que data do século II a.C., esteja gravemente danificado. Em seguida existe uma rua com uma colunata - embora as colunas de mármore que ali estavam já não mais existem, e tenham restado apenas alguns de seus pedaços, próximos aos banhos romanos, que por sua vez foram restaurados como um museu, que mostra estátuas e sarcófagos do período romano. Próximo ao local está a ágora, em cujo meio se localiza o templo redondo de Tique e Fortuna (século II a.C.), um períptero com doze colunas, que em tempos posteriores foi usado como um centro comercial, onde piratas vendiam escravos. Os atuais restos do teatro, que foi usado para combates entre gladiadores e, posteriormente, como igreja, e o portão monumental, datam do século II. O templo romano arcaico de Dioniso também está próximo ao teatro, e a fonte que adorna sua entrada foi reconstruída. Ao seu lado esquerdo se encontram os restos de uma basílica bizantina, e um dos banhos públicos foi restaurado.
As ruínas de Sida ainda incluem três outros templos, um aqueduto e um ninfeu - que consistia de uma gruta onde existia uma fonte natural de água. Arqueólogos turcos vêm escavando a região de maneira intermitente desde 1947.

## Atualidade
Em 1895 refugiados muçulmanos gregos vindos de Creta se mudaram para a cidade em ruínas, e a chamaram de Selimiye, nome que foi recentemente mudado para Side. Hoje em dia o local se tornou um destino popular entre turistas.
Devido ao antigo Bispado da Panfília Oriental, a cidade ainda é uma sede titular da Igreja Católica.